# LucasArts
LucasArts was oorspronkelijk een computerspellenontwikkelaar en tevens distributeur. Het bedrijf werd in de jaren 1990 vooral bekend met zijn diverse, vaak humoristische point-and-click-adventures. Later bracht het bedrijf voornamelijk spellen uit gebaseerd op de Star Wars- en Indiana Jones-franchise. LucasArts heeft vestigingen in San Francisco en Singapore. Het bedrijf bestaat nog steeds als licentiehouder, maar ontwikkelt geen computerspellen meer.
Op 30 oktober 2012 werd bekendgemaakt dat Lucasfilm, inclusief alle divisies onder LucasArts, gekocht is door The Walt Disney Company. The Walt Disney Company maakte op 4 april 2013 bekend dat het LucasArts grotendeels zou opdoeken. Toekomstige spellen worden door externe bedrijven onder licentie gemaakt. Om deze functie als licentiehouder te kunnen blijven uitvoeren, blijft het bedrijf bestaan met minder dan tien werknemers.

## Geschiedenis
LucasArts werd opgericht in 1982 als onderdeel van Lucasfilm, het filmbedrijf van George Lucas. Voor naamsverandering werden hun spellen uitgebracht onder het label Lucasarts Games en nog eerder onder Lucasfilm Games.
De Atari-versie van hun eerste spellen, Ballblazer en Rescue on Fractalus!, lekten uit en verschenen op diverse BBS-sites maanden voor de officiële release-datum in 1984 . De versies voor homecomputers werden uitgegeven door Epyx.
In 1990 was er een reorganisatie waardoor Lucasfilm onderdeel werd van LucasArts Entertainment Company, tezamen met Industrial Light & Magic en Skywalker Sound. De twee laatste bedrijven werden later ondergebracht onder Lucas Digital Ltd. en sindsdien heet het spelbedrijf LucasArts.
Eind oktober 2012 nam The Walt Disney Company het bedrijf over om het enkele maanden later grotendeels te sluiten.

## Avonturenspellen
Het eerste avonturenspel werd uitgebracht in 1986 en heette Labyrinth. Het was gebaseerd op de gelijknamige film. In 1987 ontwikkelde het bedrijf Maniac Mansion dat werd gemaakt met hun interne ontwikkeltool SCUMM. Deze ontwikkeltool werd later hergebruikt voor diverse andere spellen. Ook werd de ontwikkeltool steeds geavanceerder zodat er hogere resoluties konden worden getoond, maar ook andere technieken werden gebruikt zoals het iMUSE-systeem. De hoogdagen waren in de eerste helft van de jaren 1990 met spellen zoals The Secret of Monkey Island, Monkey Island 2: LeChuck's Revenge, Indiana Jones and the Fate of Atlantis en Maniac Mansion: Day of the Tentacle.
Vanaf 1995 kwamen er zwaardere grafische videokaarten op de markt die veel hogere resoluties aankonden. Tegelijkertijd kwamen er diverse spelconsoles op de markt, zoals PlayStation en Nintendo 64, die voornamelijk gericht waren op spellen in 3D-omgevingen. Avonturenspellen waren meestal in 2D, gebaseerd op een plot, met als doel puzzels op te lossen. Dit was niet direct het genre waarvoor de nieuwe spelconsoles waren ontwikkeld. Hierdoor werd het genre minder en minder populair.
LucasArts bracht nog 3 avonturenspellen uit: The Curse of Monkey Island (1997), Grim Fandango (1998) en Escape from Monkey Island (2000). LucasArts startte met de ontwikkeling van een vervolg op Full Throttle en het spel Sam & Max: Freelance Police, maar beide projecten werden stopgezet. Het bedrijf was van mening dat het hoogtepunt van avonturenspellen over was.
Het duurde tot 2009 eer LucasArts het genre terug een kans gaf, hoewel het enkel ging over een heruitgave van herwerkte versies van hun meest succesvolle spellen.

## Militaire simulaties
Eind 1980, begin 1990 bracht het bedrijf enkele simulatiespellen uit zoals PHM Pegasus en Strike Fleet. Later verscheen nog een trilogie, met WO II als thema, waar de speler luchtgevechten voerde tussen de Duitse "Luftwaffe", Britse "Royal Air Force" en Amerikaanse "United States Air Force".

## Star Wars
Het duurde tot 1993 eer LucasArts zelf een spelserie uitbracht gebaseerd op de Star Warsfranchise: X-Wing. Eerdere spellen uit de franchise werden onder licentie gemaakt en uitgebracht door andere bedrijven. De opvolger, Rebel Assault was een killerapplicatie. Het aantal beschikbare spellen uit de franchise werd zo groot, dat het leek alsof het bedrijf niets anders meer produceerde. Hierdoor kreeg het imago van het bedrijf enkele deuken en begon men de spellen te aanzien als van minderwaardige kwaliteit. Daarom besliste het bedrijf in 2002 dat meer dan 50 procent van hun spellen niet meer gebaseerd mocht zijn op de Star Wars-franchise.

## Herstructurering en eventuele opheffing
In april 2004 startte Jim Ward, een van de vice-presidenten, met een audit en kwam tot de conclusie dat het bedrijf dringend nood had aan een herstructurering. Dit had tot gevolg dat er een afslanking was van 450 naar 190 personeelsleden. In deze periode startten enkele medewerkers van het bedrijf met hun eigen ontwikkelstudio: Telltale Games. In februari 2008 werd Ward tijdelijk vervangen door Howard Roffman die op zijn beurt al in april 2008 werd vervangen door Darrel Rodriguez. Rodriguez hield het ook niet lang uit en werd redelijk snel vervangen door Jerry Bowermann. In 2010 verliet ook Bowermann LucasArts. Hij werd vervangen door Paul Meegan. Meegan deed nogmaals een herorganisatie waardoor nog eens een derde van het aantal werknemers werd ontslagen. Op 3 april 2013 maakte Walt Disney bekend LucasArts te willen opheffen, waarbij ook de ongeveer 150 resterende banen verloren zouden gaan. Het bedrijf bleef echter bestaan omdat toekomstige spellen door andere bedrijven onder licentie worden uitgegeven.